# 申詞
申詞（もうしことば）とは、平安時代から室町時代にかけて上申の際の発言及びその作成された上申者の発言記録のこと。
元は訴訟機関が訴訟の原告・被告双方の証言を聴取することを問注と呼び、その際に取った記録を問注録（もんちゅうろく）・申詞記（もうしことばき）・問注記（もんじゅうき）と称したが、そこの記された証言のことを指した。
問注録は問注担当者の「問○○云、～～依実弁申如何」という問いかけに対して、「××申云……と申」という当事者の発言を記した文章が続き「……」の部分に当事者の陳弁がそのまま記載された。当時の人々の生の発言がそのまま記載されるため、当時の口語における言葉遣いなどを知る上で貴重な資料となる。問注記は担当者の質問と訴人の解答、同様の質問と論人の解答といった順番で交互に記す形を取っている。担当者は判決に先だって問注記を勘文形式とした問注勘文（もんじゅうかんもん）/とした問注勘状（もんじゅうかんじょう）/として訴訟機関に提出し、それを引用する形で判決文である裁許状が作成された。
室町時代になると、室町幕府将軍から天皇及び院に政務に関する執奏を行う際にその執奏の発言をそのまま折紙に書き留めて文書として残したものを指す様になる。「……矣」で結んで署判は行わない。これに対して天皇・院の返答が出され、同様に記録されることもあるが、これは仰詞（おおせことば）と呼称して区別された。